# Miconia longicuspis
Miconia longicuspis är en tvåhjärtbladig växtart som beskrevs av Célestin Alfred Cogniaux. Miconia longicuspis ingår i släktet Miconia och familjen Melastomataceae. Inga underarter finns listade i Catalogue of Life.